# Henry Byroade

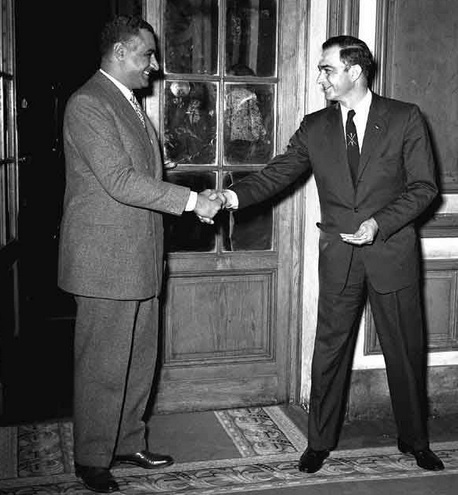
President Nasser van Egypte ontvangt Henry Byroade (rechts)

Henry Alfred Byroade (Maumee Township, Allen County (Indiana), 24 juli 1913 - Potomac (Maryland), 31 december 1993) was een Amerikaans generaal en ambassadeur in zes verschillende landen, waaronder de Filipijnen ten tijde van president Ferdinand Marcos.
Byroade, die in 1937 afstudeerde aan West Point had een voortvarende carrière in het Amerikaanse leger. Op zijn 32e werd hij de jongste Amerikaanse generaal ooit toen hij in 1946 werd benoemd tot brigadegeneraal. Van 1949 tot 1952 werd hij door het leger uitgeleend aan het Ministerie van Buitenlandse Zaken. Hij werd daar benoemd als hoofd van het Bureau Duitse Aangelegenheden. In 1952 nam hij ontslag uit het leger en werd hij benoemd als onderminister van Buitenlandse Zaken. In die positie kreeg hij zowel van de zijde van Israël als van de Arabieren kritiek voor een verklaring in 1954, waarin hij Israël vertelde: "Jullie moeten ophouden met je gedragen als een veroveraar en de overtuiging dat geweld het enige beleid is dat jullie buren begrijpen laten varen". Tegen de Arabieren zei hij: "Jullie moeten de staat Israël accepteren als een voldongen feit".
Van 1955 tot 1956 was hij ambassadeur van Egypte. Kritiek op zijn effectiviteit leidde tot een overplaatsing naar Zuid-Afrika. Daar diende hij tot 1959. Vervolgens was hij ambassadeur in achtereenvolgens Afghanistan, Birma, de Filipijnen en Pakistan. In 1977 ging hij met pensioen
Byroade overleed op 80-jarige leeftijd aan een hartstilstand na complicaties van een operatie tegen kanker.